# آئرو افریکا
ائرو افریکا (به انگلیسی: Aero Africa) یک شرکت هواپیمایی است که در تاریخ ۲۰۰۴ میلادی تأسیس شده است.
دفتر مرکزی ائرو افریکا در سوازیلند واقع شده‌است.